# Delia eurymetopa
Delia eurymetopa är en tvåvingeart som beskrevs av Griffiths 1993. Delia eurymetopa ingår i släktet Delia och familjen blomsterflugor. Inga underarter finns listade i Catalogue of Life.